# Fimbristylis latiglumifera
Fimbristylis latiglumifera är en halvgräsart som beskrevs av Ethirajalu Govindarajalu. Fimbristylis latiglumifera ingår i släktet Fimbristylis och familjen halvgräs. Inga underarter finns listade i Catalogue of Life.